# Kalegen
Kalegen is een bestuurslaag in het regentschap Magelang van de provincie Midden-Java, Indonesië. Kalegen telt 2474 inwoners (volkstelling 2010).